# Штер, Хайнц
Хайнц Штер (нем. Heinz Stehr, род. 6 марта 1946 года) — немецкий политик и общественный деятель. С 1990 по 2010 был председателем Германской коммунистической партии.

## Основные сведения
Хайнц Штер по профессии инженер по обслуживанию корабельной техники, проживает в городе Эльмсхорн в земле Шлезвиг-Гольштейн. Долгое время был функционером движения «Социалистическая немецкая рабочая молодёжь» — SDAJ (нем. Sozialistischen Deutschen Arbeiterjugend) и Германской Коммунистической Партии. В 1982-86 председатель окружной организации ГКП Шлезвиг-Гольштейна. Член Правления и Президиума Правления ГКП с 1989. После отставки Герберта Миса в 1990 году Штер совместно с тремя другими представителями ГКП исполнял обязанности председателя партии. В феврале 1996 года на XIII-м съезде партии в Дортмунде Штерн был окончательно избран председателем партии.. Кроме того Хайнц Штер активист организаций:
- VVN-BdA e.V. — Объединение жертв нацистского режима — Союз антифашисток и антифашистов (нем. Vereinigung der Verfolgten des Naziregimes — Bund der Antifaschistinnen und Antifaschisten),
- металлургический профсоюз IG Metall,
- местное (Эльмсхорн) отделения проекта «Камни преткновения».

В 2004 году Штер и его заместитель Нина Хагер (нем. Nina Hager) возглавляли партийные списки ГКП на Выборах в Европарламент (2004) (Смотри статью Выборы в Европейском союзе) и набрали 0,1 % (37 231 голосов).
XVIII съезд ГКП в феврале 2008 года в Мёрфельден-Вальдорфе подтвердил председательские полномочия Штера 86 % голосов.
На XIX съезде ГКП 9-10 октября 2010 года в городе Франкфурт-на-Майне Штерн не стал выдвигать свою кандидатуру. Его последовательницей на посту председателя партии стала Беттина Юргенсен.
Штер является одним из издателей «Марксистских листков» (нем. Marxistische Blätter).

## Публикации
- (als Hrsg. mit Rolf Priemer) 25 Jahre DKP: Eine Geschichte ohne Ende. Neue-Impulse-Verlag, Essen 1993. ISBN 3-910080-01-4